# Chaetocladium brefeldii
Chaetocladium brefeldii Tiegh. & G. Le Monn. – gatunek grzybów należący do rodziny pleśniakowatych (Mucoraceae). Mikroskopijny.

## Systematyka i nazewnictwo
Pozycja w klasyfikacji według Index Fungorum: Mucor, Mucoraceae, Mucorales, Incertae sedis, Mucoromycetes, Mucoromycotina, Mucoromycota, Fungi.
Po raz pierwszy opisali go w 1873 r. Philippe Édouard Léon Van Tieghem i Georges Le Monnier. Synonim: Chaetocladium brefeldii var. macrosporum Burgeff 1924.

## Morfologia i rozwój
Kolonie rosnące razem z gatunkami Mucor na SMA w temperaturze 20–25 °C, początkowo białe, później szare, przechodzące w głęboko oliwkowe, a w końcu stają się ciemnoszare. Grzybnia rośnie wolno, jest rozgałęziona, cienka, bezbarwna, zawsze ze stolonami wykazującymi rozwój ryzoidalny. Sporangiofory wyrastają ze stolonów pojedynczo lub w okółkach, są sztywne, z przegrodami, szkliste, o średnicy 8,7–17,5 µm. Wyrastają z nich boczne gsałązki o długości 10,5–140 µm, dzielące się aż czterokrotnie, zwykle w okółkach, ale także podzielone dychotomicznie, zawsze ostatecznie kończące się jajowatym pęcherzykiem o średnicy 6,0–13,5 µm. Koniec sporangioforu rozciąga się również w górę, jest szklisty, ma długość 17,5–143,5 µm i zwęża się do 1,5–2,2 µm średnicy. Pęcherzyk wytwarza bardzo cienkie, krótkie trzonki ze sporangiosporami o centralnej osi. Sporangiospory 4,5–5,2 um, czasami do 6,0 um, kuliste do bardzo krótko owalnych, gładkie, szkliste i lekko szare z podwójną, słabo widoczną ścianą. Zygospor nie zaobserwowano.

## Występowanie i siedlisko
Znane jest występowanie Chaetocladium brefeldii w niektórych krajach Europy, w nielicznych miejscach Ameryki Północnej i na jednej z wysp Oceanu Indyjskiego. Podano jego stanowiska również w Polsce w glebie i na odchodach zwierząt.
Grzyb nagrzybny będący fakultatywnym pasożytem innych pleśniakowców (Mucorales). Jest także grzybem saprotroficznym i koprofilnym.